# Paromalia
Paromalia är ett släkte av skalbaggar. Paromalia ingår i familjen vivlar.
Kladogram enligt Catalogue of Life:
| Paromalia | \| \| Paromalia setiger \| \| \| \| \| \| Paromalia vestita \| \| \| \| |
|           | \| \| Paromalia setiger \| \| \| \| \| \| Paromalia vestita \| \| \| \| |
|           | Paromalia setiger                                                       |
|           |                                                                         |
|           | Paromalia vestita                                                       |
|           |                                                                         |

## Bildgalleri

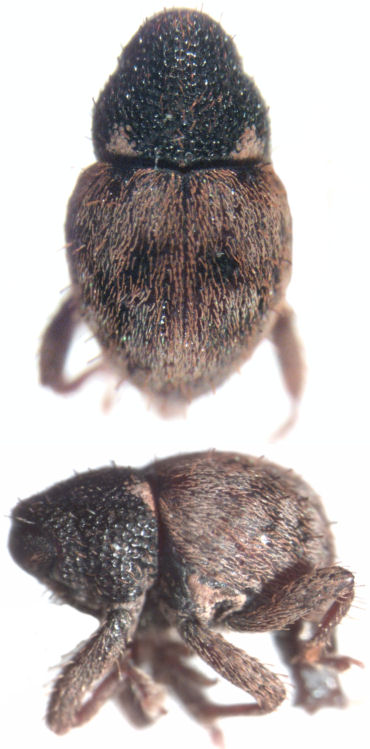
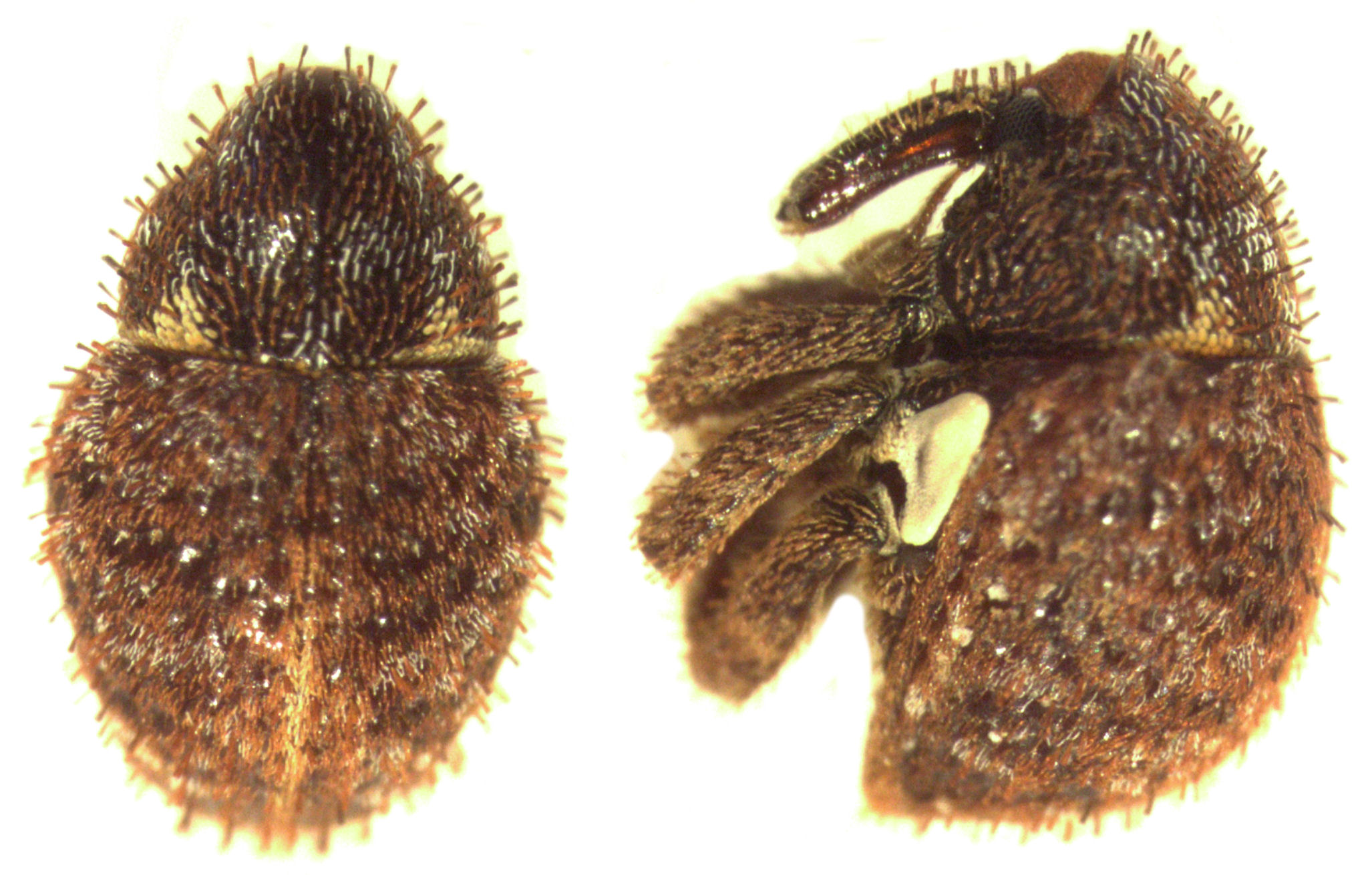
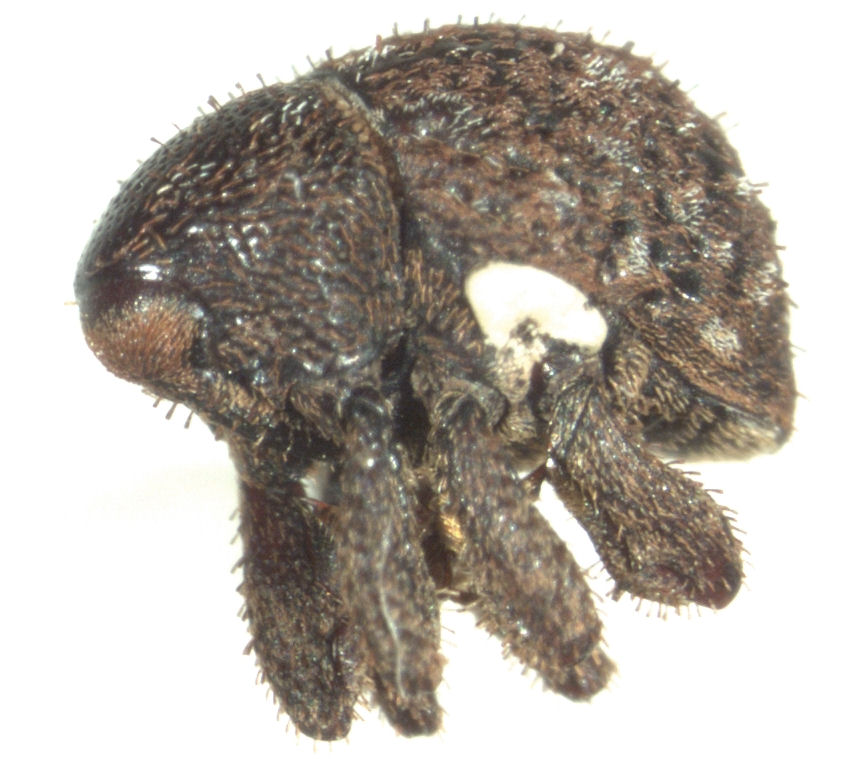